# Пестово (Дмитриевское сельское поселение)
Пестово — деревня в составе Дмитриевского сельского поселения Галичского района Костромской области России.

## География
Деревня расположена на берегу речки Пестовки или Тетеры.

## История
Согласно Спискам населённых мест Российской империи в 1872 году деревня относилась к 1 стану Галичского уезда Костромской губернии. В ней числилось 16 дворов, проживало 38 мужчин и 40 женщин.
Согласно переписи населения 1897 года в деревне проживало 127 человек (53 мужчины и 74 женщины).
Согласно Списку населённых мест Костромской губернии в 1907 году деревня относилась к Костомской волости Галичского уезда Костромской губернии. По сведениям волостного правления за 1907 год в ней числилось 33 крестьянских двора и 172 жителя. Основными занятиями жителей деревни были малярный и плотницкий промыслы.
До муниципальной реформы 2010 года деревня входила в состав Пронинского сельского поселения.

## Население
| 2008 | 2010 | 2012 | 2014 |
| ---- | ---- | ---- | ---- |
| 0    | →0   | →0   | →0   |